# Холмогорівка (Калінінградська область)
Холмогорівка (рос. Холмогоровка) — селище Зеленоградського району, Калінінградської області Росії. Входить до складу Переславського сільського поселення.
Населення — 637 осіб (2015 рік).

## Населення
| 1910 | 2002 | 2010 |
| ---- | ---- | ---- |
| 142  | ↗586 | ↗637 |